# 詠晴
《詠晴》（英語：Good Day），台灣2021年短片，由張誌騰編劇並執導。
本片先後獲第58屆金馬獎最佳劇情短片、第44屆金穗獎最佳劇情片及第24屆台北電影獎最佳短片等殊榮。2022年於MyVideo影音平台上線。

## 劇情
家誠（胡世山飾）和妻子詠晴（李宜珊飾）正在協商離婚，家誠被趕出了家門。他趁妻子不在家時，偷偷回家取高爾夫球具，準備與朋友一起打高爾夫球。但恰好與妻子的颱風「詠晴」同名，眼看颱風就要來襲，家誠該如何度過難關？

## 角色
- 胡世山 飾 詹家誠
- 黃士魁 飾 小偉
- 博士 飾 狗演員
- 李宜珊 飾 許詠晴
- 康寶珠 飾 鄰居阿嬤
- 楊明偉 飾 UberEat騎士

## 獲獎與提名
| 年份 | 類別                 | 獎項                      | 入圍者／作品   | 結果 | 參考  |
| ---- | -------------------- | ------------------------- | -------------- | ---- | ----- |
| 2021 | 第58屆金馬獎         | 最佳劇情短片              | 張誌騰         | 獲獎 | [ 1 ] |
| 2021 | 第26屆釜山國際電影節 | 超廣角亞洲短片競賽        | 張誌騰         | 提名 | [ 4 ] |
| 2022 | 第44屆金穗獎         | 最佳劇情片                | 張誌騰         | 獲獎 | [ 2 ] |
| 2022 | 第24屆台北電影獎     | 最佳短片                  | 詠晴           | 獲獎 | [ 3 ] |
| 2022 | 第24屆台北電影獎     | 最佳攝影                  | 周宜賢         | 提名 | [ 3 ] |
| 2022 | 第24屆台北電影獎     | 最佳傑出技術 （風雨效果） | 陳宗錦         | 提名 | [ 3 ] |
| 2022 | 第24屆台北電影獎     | 最佳聲音設計              | 杜篤之         | 提名 | [ 3 ] |
| 2022 | 第24屆台北電影獎     | 百萬首獎                  | 詠晴、張誌騰   | 提名 | [ 3 ] |
| 2023 | 第58屆金鐘獎         | 迷你劇集／電視電影導演獎  | 張誌騰         | 提名 | [ 5 ] |
| 2023 | 第58屆金鐘獎         | 戲劇類節目聲音設計獎      | 杜篤之、杜亦晴 | 提名 | [ 5 ] |